# Ottmar Liebert
Ottmar Liebert (Köln, 1959. február 1. –) német new-age, klasszikus-, flamenco-gitáros, dalszerző. Leginkább a spanyol zene hatása alatt született zenéjéről ismert. Ötször jelölték Grammy-díjra. 38 arany- és platinalemez minősítést kapott az Egyesült Államokban, valamint Kanadában, Ausztráliában és Új-Zélandon.

## Pályakép
Az egykori Nyugat-németországi Kölnben kínai-német apa és magyar anya gyermekeként született. Gyerekként ideje nagy részét Európát és Ázsiát utazta be családjával. Tizenegyévesen kezdett el klasszikus gitáron játszani, tizennégyéves korában flamenco-gitáron tanult, miután talált egy flamenco LP-t egy szupermarketben az akciós kukában.
Miután Németországban rockzenészként lépett fel, az Egyesült Államokba költözött, Bostonban telepedett le. Különböző rockklubokban lépett fel. 1986-ban az új-mexikói Santa Fébe költözött, ahol magának új zenei hangzást keresett.
Liebert olyan hatásokat emleget, mint Carlos Santana, Paco de Lucía, John McLaughlin, Robert Fripp, Miles Davis és Jeff Beck;  „művészek, akik megtanítottak a térről, az ecsetvonásokról, a dinamikáról és kontrasztról mindent, smit tudni kell."
1988-ban Liebert megalapította „Luna Negra” nevű együttesét. Abban az évben felvett egy saját gyártású albumot „Marita: Shadows and Storms” címmel. Az első ezer példányt egy Santa Fe-i művész, Frank Howell galériájában adták el. A lemez eljutott a rádióállomásokhoz, és visszhangot keltett a hallgatók körében. A Higher Octave Music felkapta, és kiadta az újrakevert változatot „Nouveau Flamenco” (1990) címmel. Az album végül kétszeres platinalemez lett az Egyesült Államokban.
Liebert számos sikeres albummal követte debütálását, köztük a Borrasca (1991), a Solo Para Ti (1992) és a The Hours Between Night + Day (1993). Mindhárom aranylemez lett. Liebert igazi nemzetközi sikere a ¡Viva! (1995) és Ópium (1996) volt. Mindkettő platinalemez lett mind az Egyesült Államokban, mind Latin-Amerikában.
1990 óta Ottmar Liebert összesen 25 albumot adott ki.
2006-ban a „This Spring Release 10,000 Butterflies” című dalával hozzájárult az „Artists for Charity − Guitarists 4 the Kids” című projekthez, hogy segítse a World Vision Canada-t a rászoruló, hátrányos helyzetű gyerekek megsegítésében.

## Albumok
- Marita: Shadows & Storms (1989)
- Got 2 Go (When Love Calls; (csak szalagon pblikát)
- Nouveau Flamenco (1990)
- Poets & Angels (1990)
- Borrasca (1991)
- Solo Para Ti (1992)
- Santa Fe (Single) (1993)
- The Hours Between Night + Day (1993)
- Euphoria (1995)
- ¡Viva! (1995)
- Opium (1996)
- Leaning Into The Night (1997)
- Havana Club (Single) (1997)
- Rumba Collection 1992-1997 (1998)
- Innamorare - Summer Flamenco (1999)
- Nouveau Flamenco − 1990-2000 Special Tenth Anniversary Edition (2000)
- Christmas + Santa Fe (2000)
- Barcelona Nights: The Best Of Ottmar Liebert Volume One (2001)
- Little Wing (2001)
- Surrender 2 Love: The Best Of Ottmar Liebert Volume Two (2001)
- In The Arms Of Love (2002)
- The Santa Fe Sessions (2003)
- 3 is 4 Good Luck (2003)
- Nouveaumatic (2003)
- La Semana (Digipak/33rd Street) (2004)
- La Semana (Limited Edition) (2004)
- Winter Rose: Music Inspired by the Holidays (2005)
- Tears in the Rain (szólólemez, 2005)
- One Guitar (2006)
- The Scent of Light (2008)
- Up Close (2008)
- Spanish Sun (2009)1
- Petals On The Path (2010)
- Santa Fe (2011)
- Dune (2012)
- Three-Oh-Five (2014)
- Bare Wood (2014)
- Waiting n Swan (2015)
- Slow (2016)
- The Complete Santa Fe Sessions (2018)
- Fete (2019)
- Vision (2021)